# أدريان وارن
أدريان وارن (بالإنجليزية: Adrienne Warren)‏ هي مغنية وممثلة أمريكية، ولدت في 6 مايو 1987 في Hampton Roads ‏ في الولايات المتحدة.

## ترشيحات
- جائزة توني لأفضل ممثلة في مسرحية موسيقية [الإنجليزية]‏ (2016)

## وصلات خارجية
- أدريان وارن على موقع IMDb (الإنجليزية)
- أدريان وارن على موقع روتن توميتوز (الإنجليزية)
- أدريان وارن على موقع ألو سيني (الفرنسية)
- أدريان وارن على موقع ميوزك برينز (الإنجليزية)
- أدريان وارن على موقع قاعدة بيانات برودواي على الإنترنت (الإنجليزية)
- أدريان وارن على موقع أول ميوزيك (الإنجليزية)
- أدريان وارن على موقع ديسكوغز (الإنجليزية)
- أدريان وارن على موقع قاعدة بيانات الفيلم (الإنجليزية)